# Павел Кохоут (писател)
Павел Кохоут (на чешки: Pavel Kohout) – чешки и австрийски писател, драматург, публицист и поет, участник в движението „Пражка пролет“, една от най-знаменателните и спорни личности на съвременната чешка литература. Описван като „изявен сталинист през 50-те години, комунист-реформатор през 60-те, дисидент през 70-те и емигрант през 80-те“. Павел Кохоут получава най-голяма известност в немскоезичните страни.

## Биография
Павел Кохоут е роден на 20 юли 1928 г. в Прага, Чехословакия. Завършва гимназия през 1947 г. По това време той е убеден комунист. Бил е член на Централния комитет на Чехословашката социалистическа младеж (CSM) (1952–1960) и член на Централния комитет на Чехословашкия съюз на писателите (SČS / SČSS) до 1966 г., когато, поради несъгласие с неговата „културна и политическа ориентация“ той напуска организацията. Павел Кохоут принадлежи към така наречените културни кадри на Комунистическата партия на Чехословакия, което води и до бързото му издигане в кариерата.
В края на 40-те години той става съосновател и ръководител на Ансамбъла „Юлиус Фучик“. Такъв остава до 1952 г. След дипломирането си работи в младежката редакция на Чехословашкото радио (1947–1949). На двадесет и една годишна възраст заема длъжността културно аташе в Москва (1949–50). След това е главен редактор на сатиричното списание „Дикобраз“ (1950–1952).
През 1952 г. завършва следването си по естетика и театрални науки в Карловия университет в Прага. Малко след това започва да твори литературни произведения в духа на градивния ентусиазъм – драми и поезия). Написва около 45 пиеси.
По време на военната си служба (1952–1954) е бил главен редактор на културния отдел на списание „Чехословашки войник” и член на армейската художествена група „Вит Нейидли“ (Vít Nejedlý).
През 1956 г. продължение на няколко месеца е репортер и коментатор във вътрешнополитическата редакция на Чехословашката телевизия. След това става професионален писател. Сътрудничи на различни театри. Бил е и драматург в театъра на Винохради (1963–1966). Тогава започват да го причисляват към т.нар. комунисти-реформатори.
През юни 1967 г. на IV—тия конгрес на Съюза на чехословашките писатели (SČSS), той демонстративно прочита протестното писмо на Александър Солженицин до конгреса на Съюза на съветските писатели, като по този начин се превръща в критик на тогавашния режим. Това му действие води до партийно дисциплинарно производство.
През 1968 г. е избран за председател на партийната организация в пражкия клон на Съюза на чехословашките писатели и става една от най-видните личности на Пражката пролет. През 1969 г. е изключен от Комунистическата партия и Съюза на чехословашките писатели. През 70-те години той попада в забранителните списъци и творбите му са цензурирани. Това задълбочава враждебното му отношение към режима.
Той е и  един от първите говорители на Харта 77, поради което е подложен на открит тормоз от страна на Държавна сигурност. През 1978 г. той и съпругата му получават разрешение да заминат за работа в Австрия, където има едногодишен договор с виенският “Императорски театър” (Burgtheater). Напускайки страната обаче, те вече нe могат да се завърнат в родината. И двамата са лишени от чехословашкото гражданство. Оставят да живеят в Австрия и през 1980 г. получават австрийско гражданство. Днес Кохоут живее и в Прага и Сазава.

## Избрано творчество

### Стихосбирки
- Verše a písně (1952)
- Tři knihy veršů (1953)
- Čas lásky a boje (1954)

### Пиеси
- Dobrá píseň (1952)
- Zářijové noci (1955)
- Chudáček (1956)
- Sbohem, smutku (1957)
- Taková láska (1957)
- Říkali mi soudruhu (1960)
- Třetí sestra (1960)
Третата сестра: Нова вариация на стара тема в две части, изд. София (1963), прев. Мария Притуп
- Cesta kolem světa za 80 dní (1962)
80 дни около света: Живи картини по романа на Жул Верн, изд. София (1965), прев. Стефка Прохаскова
- Dvanáct (1963)
- Josef Švejk (1963)
- Válka s mloky (1963)
- Vzpomínka na Biskaj (1965)
- August, August, August (1967)
- Briefe über die Grenze (1968)
- Nenávist v prosinci (1968)
- Aksál (1969)
- Válka ve třetím poschodí (1970)
- Pech pod střechou (1972)
- Ubohý vrah (1972)
- Amerika (1973)
- Požár v suterénu (1973)
- Život v tichém domě (1974)
- Ruleta (1976)
- Atest (1979)
- Marie zápasí s anděly)
- Marast (1982)
- Ecce Constantia (1988)
- Kyanid o páté (1996)
- Šest a sex (1998)
- Nula (1999)

### Романи и повести
- O černém a bílém (1950)
За черните и белите, изд.: „Народна младеж“, София (1953), прев. Ангел Вълчанов
- Z deníku kontrarevolucionáře aneb Životy od tanku k tanku (1969)
- Katyně (1970)
- Nápady svaté Kláry (1982)
- Kde je zakopán pes (1987)
- Hodina tance a lásky (1989)
- Sněžím (1992)
- Klaun (1994)
- Hvězdná hodina vrahů (1995)
- Pat aneb Hra králů (1991)
- Ta dlouhá vlna za kýlem (2000)
- Smyčka (2008)
- O ničem a o všem (2008)
- Cizinec a Krásná paní (2009)

Липсва официална информация за това някога пиеси на Павел Кохоут да са представяни на българска сцена.